# Beilschmiedia telupidensis
Beilschmiedia telupidensis är en lagerväxtart som beskrevs av Sach.Nishida. Beilschmiedia telupidensis ingår i släktet Beilschmiedia och familjen lagerväxter. Inga underarter finns listade i Catalogue of Life.